# Felipe Camiroaga

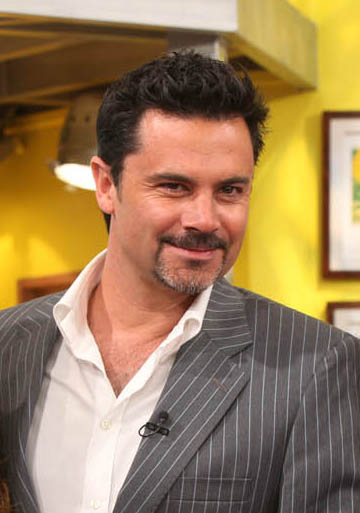
Felipe Camiroaga (2009)

Felipe Humberto Camiroaga Fernández (* 8. Oktober 1966 in Santiago de Chile; † 2. September 2011 bei der Robinson-Crusoe-Insel) war ein chilenischer Fernsehmoderator, Schauspieler und Komiker.

## Leben und Karriere
Felipe Camiroaga wurde als Sohn von Jorge Camiroaga Puch und María de la Luz Fernández Stemann geboren, die beide mütterlicherseits deutscher Abstammung sind. Er war das mittlere Kind in einer Geschwisterschar von drei. Sein Großvater, Humberto Camiroaga, diente als Oberst der Carabineros de Chile, der uniformierten Polizei des Landes, und war zudem Diplomat. Im Alter von vier Jahren ließen sich seine Eltern scheiden und Felipe lebte bis zu seinem neunten Lebensjahr bei seiner Mutter, als sie erneut heiratete und auf die Kanarischen Inseln in Spanien zog. Camiroaga kam zum ersten Mal mit dem Fernsehen in Kontakt, als er im Alter von 14 Jahren im Sommerurlaub auf der Insel Juan Fernández war. Dort meldete er sich ehrenamtlich als Kameraassistentlehrling für das Filmteam von Televisión Nacional de Chile (TVN), das dort Aufnahmen machte. Er besuchte das Colegio San Ignacio El Bosque, eine private katholische Jesuitenschule. Im Anschluss daran absolvierte er ein Studium der Fernsehregie am Incacea-Institut in Santiago und nahm zudem an verschiedenen Kursen in Journalismus und Theater an anderen Bildungseinrichtungen teil.
1988 erhielt er seinen ersten Vertrag beim chilenischen Fernsehen als Kameraassistent in der Presseabteilung des damaligen Fernsehens der Universität von Chile (heutiger Chilevisión). Aufgrund seines Charismas trat er schnell vor die Leinwand, um die Musikvideosendung „Videotop“ und dann die Jugendfernsehsendung „Extra Jóvenes“ zu moderieren. 1991 moderierte er gemeinsam mit Claudia di Girolamo die Verleihung der Apes Awards. Im folgenden Jahr erhielt er einen Vertrag zur Moderation der Morgensendung „Buenos Días a Todos“ von TVN. Bei diesem Fernsehsender spielte er auch in den Seifenopern Jaque Mate und Rojo y Miel mit. Zwischen den 1990er und 2000er Jahren moderierte Camiroaga zusammen mit anderen Co-Moderatoren mehrere Fernsehsendungen, darunter „Motín a bordo“, „Pase lo que pase“ mit Karen Doggenweiler und „La Noche del Mundial“, eine Sendung, die während der Fußballweltmeisterschaft 1998 ausgestrahlt wurde. 2006 startete Camiroaga seine eigene Talkshow mit dem Titel „Animal Nocturno“. Später moderierte er zusammen mit Stefan Kramer die Sendung „Halcón y Camaleón“. In den Jahren 2009 und 2010 war Camiroaga Animator des Internationalen Songfestivals von Viña del Mar.
In seiner bemerkenswerten Laufbahn als Komiker zeichnete sich Camiroaga durch die Schaffung und Darstellung einer Vielzahl humorvoller Charaktere im chilenischen Fernsehen aus. Insbesondere sind El Washington, ein Charakter, der die Rolle eines Obdachlosen verkörpert, sowie Luciano Bello, eine treffende Parodie auf einen Fernsehmoderator aus Maracaibo, Venezuela, hervorzuheben.
Er starb am 2. September 2011 nach dem Absturz einer Turboprop-Maschine der chilenischen Luftwaffe, mit der er zur Insel Juan Fernández flog. Im Mai desselben Jahres wurde Felipe Camiroaga zum „Sohn der Villa Alegre“ erklärt, wo er einen Teil seiner Kindheit und Jugend verbrachte, da seine Familie väterlicherseits ursprünglich von dort stammte.